# Auda Alm-Eriksson
Auda Monika Alm-Eriksson, född 12 juni 1888 i Stockholm, död 8 maj 1959 i Södertälje, var en svensk författare och lärarinna. Hon var bland annat lärare vid hovet, och undervisade där prinsarna Gustaf Adolf och Sigvard Bernadotte samt prinsessan Ingrid av Sverige. Hon författade flera skådespel och barn- och ungdomsböcker, samt en minnesbok över sin tid som lärarinna vid hovet. Dessutom skrev hon många artiklar i pressen.

## Biografi
Alm-Eriksson var dotter till direktören Torsten Alm och Anna Telning. Familjen flyttade till Södertälje när Auda Alm-Eriksson var barn, och hon växte där upp i en borgerlig miljö. Efter att ha gått i skolan hos fröknarna Berg och Klingenstierna tog hon examen som lärarinna vid Sandströms Seminarium, och fick lärartjänst vid hovet. Under sin tid som lärarinna vid hovet undervisade hon bland annat prinsarna Gustaf Adolf och Sigvard samt prinsessan Ingrid vid mellan 1913 och 1918. Hon undervisade dem och hovpersonalens barn, bland annat i att spela de små teaterstycken hon själv hade skrivit.
Efter sin tid som lärare vid hovet fortsatte hon som lärarinna i Södertälje. Dessutom var hon engagerad i Östra Södermanlands Kulturhistoriska Förenings Museum på Torekällberget, och tog initiativ till en vänförening till museet.Hon skrev också en hembygdssång till Hölö.
Alm-Eriksson författade flera barn- och ungdomsböcker, bland annat Prinsessans sagospel (1919) och Prinsessan Förlängesen (1925), samt Gullebrand och Tummetott (1931). Hon skrev även en minnesskrift över sin tid som lärare på Prinsskolan, som gavs ut 1932.
Hon var gift med ombudsmannen Joel Eriksson. De är begravda på Södertälje kyrkogård.